# Снежана Калеска-Ванчева
Снежана Калеска-Ванчева (на македонска литературна норма: Снежана Калеска-Ванчева) е юристка и политик от Северна Македония.

## Биография
Родена е на 12 декември 1961 година в град Охрид, тогава във Федеративна народна република Югославия. Завършва право в Юридическия факултет на Скопския университет.
В 2016 година е избрана за депутат от Социалдемократическия съюз на Македония в Събранието на Република Македония.
На 15 юли 2020 година отново е избрана за депутат от СДСМ.